# Heliosschule
Die Heliosschule – Inklusive Universitätsschule der Stadt Köln ist eine staatliche Schule in Köln, bestehend aus einer Grundschule und einer Gesamtschule. Die Universität zu Köln hat in Kooperation mit der Montagsstiftung im Heliosprojekt die Idee einer inklusiven Universitätsschule (IUS) verwirklicht. Alle Abschlüsse der Bildungsgänge in NRW können erworben werden. Die Schule ist Mitglied im Schulverbund Blick über den Zaun, einem Zusammenschluss reformpädagogisch orientierter Schulen.
Der Neubau der Schule entsteht auf dem Gelände der früheren Helioswerke in Köln-Ehrenfeld, einem industriellen Pionier der Elektrotechnik von 1882 bis 1930, der für die Schule auch namensgebend ist.

## Geschichte

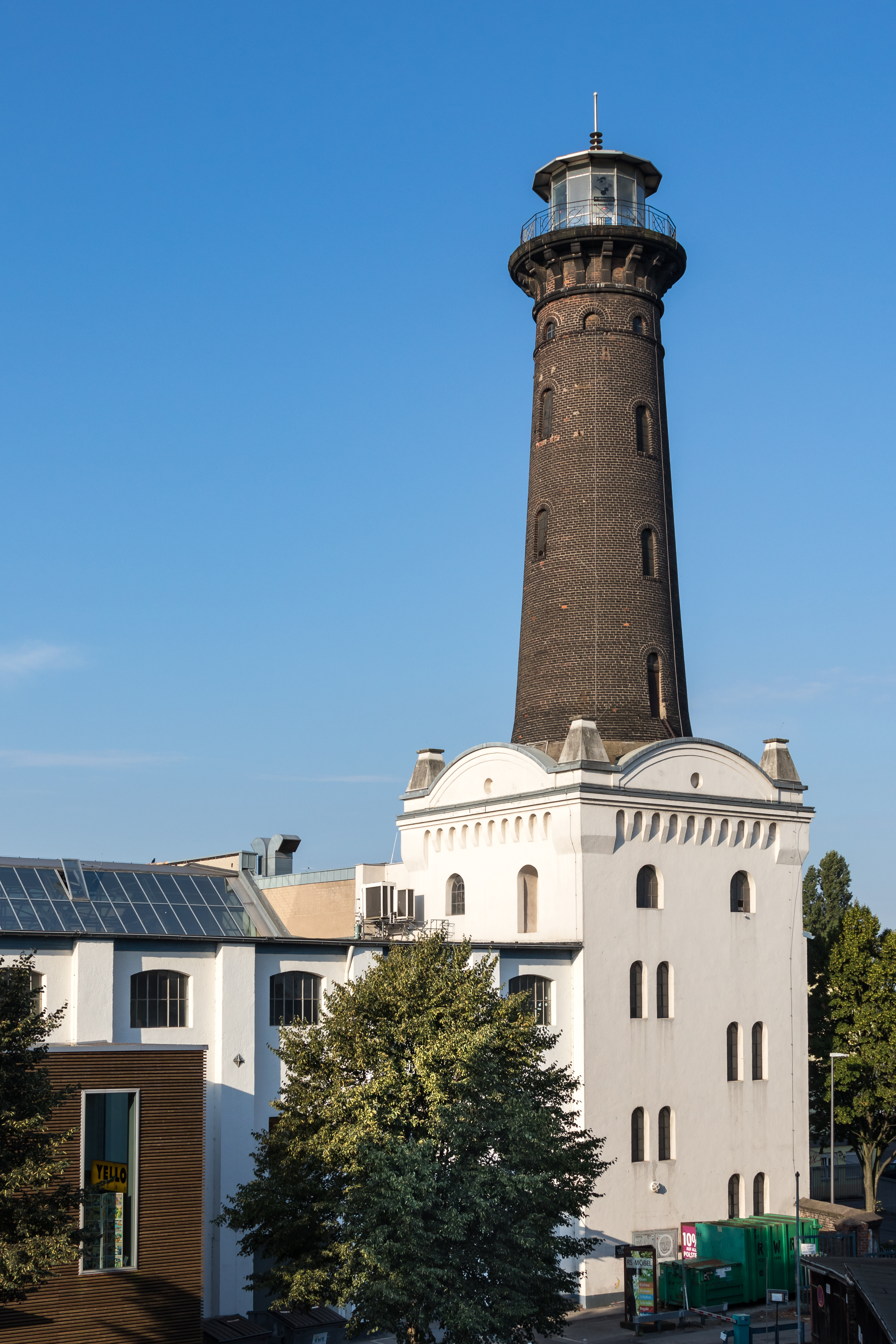
Leuchtturm mit Sockelgebäude, links die alte Werkhalle

Die Grundschule startete 2015 an einem Interimsstandort in Köln-Sülz. Im Jahr 2018 folgte die Gesamtschule an einem ersten Interimsstandort in der Borsigstraße in Köln-Ehrenfeld. Seit Sommer 2020 gibt es einen zweiten Standort für die Jahrgänge 5 und 6 in der Overbeckstraße in Neu-Ehrenfeld. Am Abend des 22. November 2021 wurde der Dachstuhl des Gebäudes Borsigstraße durch einen Brand zerstört, worauf das Gebäude zunächst für unbestimmte Zeit unbenutzbar ist. Seitdem sind die höheren Jahrgänge  Am Wassermann in Vogelsang untergebracht, bis der Neubau fertiggestellt ist.
Der Bau der Inklusiven Universitätsschule auf dem Gelände der Helioswerke wurde 2019 vom Rat der Stadt Köln beschlossen. Diesem Beschluss ging ein umfangreiches Bürgerbeteiligungsverfahren im Streit um die Nutzung des Helios-Geländes voraus: „Das ‚Heliosforum‘, bei dem man schließlich die Idee eines Schulbaus durchsetzte – vorgeschlagen von der Schuldezernentin Agnes Klein (SPD) –, gilt der Stadt noch heute als Vorzeigeprojekt in Sachen Bürgerbeteiligung.“

## Pädagogisches Konzept
Die Idee einer inklusiven Universitätsschule stammt von einer Initiative von Studenten der Universität zu Köln: „Die Entstehung der Heliosschulen als Universitätsschulen ist eng verbunden mit der Initiative von Studenten an der Humanwissenschaftlichen Fakultät der Universität zu Köln, die sich ab etwa 2008 in der Lehrerbildung ein ‚Mehr‘ an pädagogischer Praxis gewünscht haben und dies mit hoher Durchsetzungskraft politisch überzeugend artikulierten. Sie forderten eine Verbesserung des Theorie-Praxis-Transfers, verstanden als ein zirkuläres Ineinandergreifen und permanentes, wechselseitiges Durchdringen, in Anlehnung an John Deweys Forderung, ‚nicht ‚mehr‘ oder ‚weniger‘, sondern ‚andere‘ Praxis‘ in der Lehrerbildung zu implementieren (Dewey,1992/1904, S. 293). Sie lagen damit gewissermaßen am Puls der Zeit, denn parallel dazu befanden sich die Universitäten einerseits im Bologna-Prozess, also der Umstrukturierung der Studiengänge auf Bachelor und Master, und andererseits wurde das Lehrerausbildungsgesetz in Nordrhein-Westfalen novelliert – eine Chance, die langjährige Kritik der Lehrerbildungsforschung aufzugreifen, die eine Überwindung der Fragmentierung von theoretischen und praktischen Inhalten im Laufe des Studiums bzw. des Referendariats schon seit Jahrzehnten anmahnte und dem durch die Einrichtung des Praxissemesters Rechnung getragen werden soll.“

### Inklusion
Kersten Reich entwickelte die Idee mit Studierenden, Dozenten und Lehrkräften verschiedener Schulformen weiter. Die Universität begleitet und erforscht die Entwicklung seither. Inklusion ist Kern des Konzepts und umfasst folgende Aspekte: Heterogenität der Lerngruppe, reflexive Koedukation, Eigenzeit im Sinne der Berücksichtigung unterschiedlichen Lerntempi, Lernmuster, Einmaligkeit der Lerner, Situativität des Lernens. Inklusion wird an der Heliosschule wie folgt verstanden:
- „Vielfalt ist zugleich Bedingung und Chance für das Zusammenleben und Entwicklung von Menschen. In Anlehnung an Tony Booth und Mel Ainscow (2011) bedeutet Inklusion im schulischen Kontext, die Partizipation aller Kinder, Jugendlichen und Erwachsenen zu vergrößern. Schulen sind darin zu unterstützen, der Diversität bezüglich der Hintergründe, der Interessen, der Erfahrungen, des Wissens und der Fähigkeiten aller Kinder verantwortlich, respektvoll und chancengerecht zu begegnen.
- inklusiv heißt für uns menschlich oder … nichts Menschliches ist uns fremd, ohne Angst verschieden sein mit allen täglichen Herausforderungen, Verhandlungen und Grenzen,
- aus unserer Perspektive haben alle Kinder, Jugendliche, Erwachsene und das System Schule Förder- und Unterstützungsbedarf. Wir betrachten gemeinsam die Ressourcen, die Rahmenbedingungen und die Möglichkeiten zur Unterstützung, damit eine größtmögliche Chance auf Teilhabe besteht.“[11]

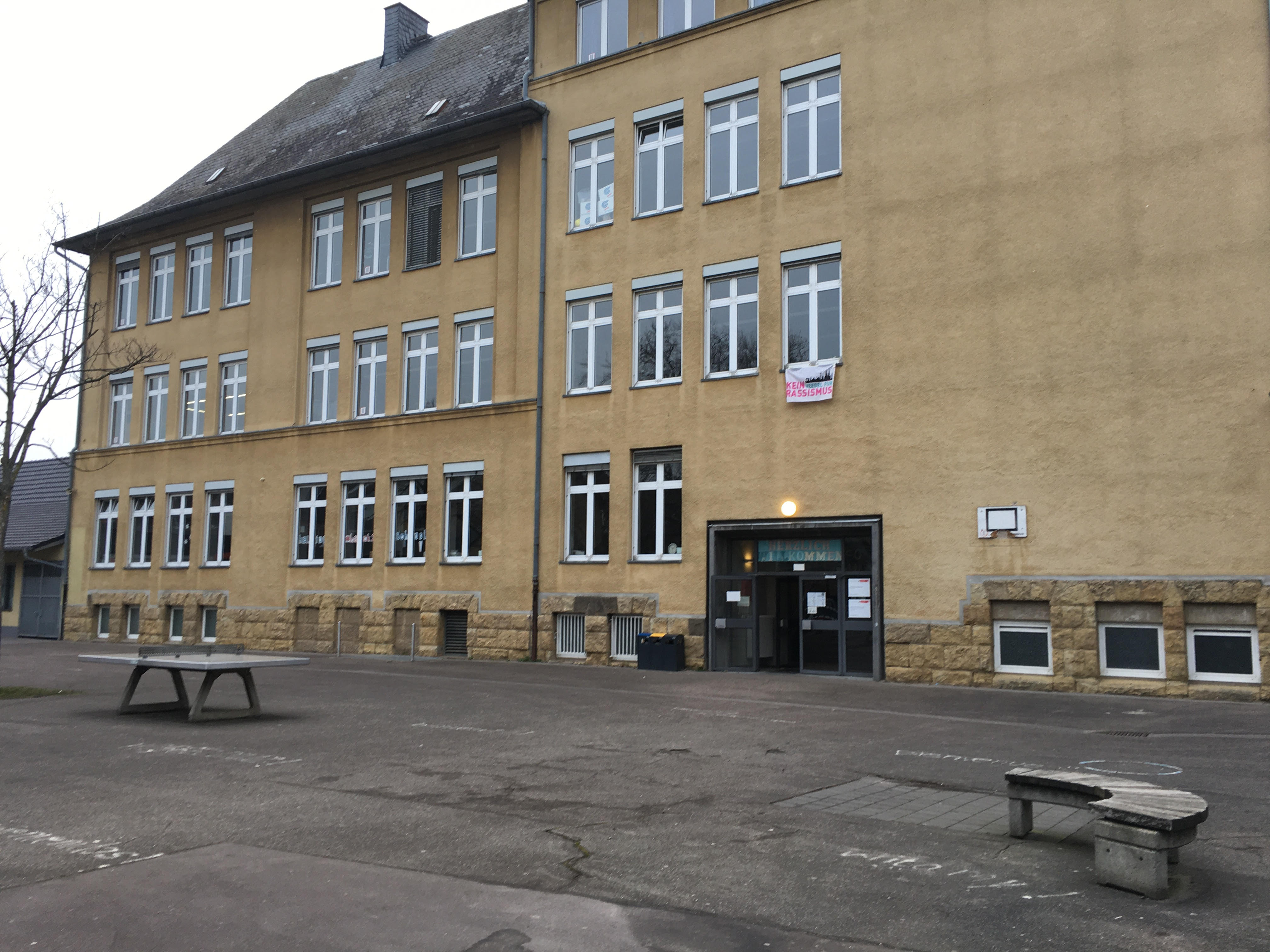
Interimsstandort der Schule in der Overbeckstraße in Köln-Ehrenfeld

### Praxisschule für Lehramtsstudenten
Die Heliosschule wurde zudem als erste bundesdeutsche Praxisschule entwickelt, um für Lehramtsstudenten Theorie und Praxis intensiver zu verzahnen. Von 2017 bis 2019 verantwortete Lisa Rosen die wissenschaftliche Leitung der Inklusiven Universitätsschule. 2021 übernahm Matthias Martens die Nachfolge.

„Veränderungen in der Lehrerbildung bringen es mit sich, dass verstärkt Modelle mit längeren Praxisphasen auch bereits während des Studiums sich durchsetzen. So hat die Umstellung auf das Lehramt im Bachelor und Master in NRW dazu geführt, dass während des fünfjährigen Studiums 18 Monate Praxis zu absolvieren sind. Dies gibt die Chance – vergleichbar zu anderen, erfolgreichen Ländern im internationalen Schulvergleich – auch universitäre Praxisschulen zu errichten und zu unterhalten, die sowohl für die Ausbildung der zukünftig Lehrenden ein vorbildliches Modell bilden können als auch für Forschungen – insbesondere im Bereich von Langzeitstudien – besonders geeignet sind.“

Die Gesamtschule hat zahlreiche Kooperationspartner, unter anderem das studentisch-universitäre Projekt „school is open“.

### Lernende Schule
Die Heliosschule versteht sich als lernende Schule und will als Lebens- und Lernort dienen: kinderfreundlich, demokratisch und nachhaltig.

## Lehrangebot

### Formate und Themen
In der Heliosschule lernen die Kinder in der Sekundarstufe in den drei Formaten 'Lernzeit, Projektzeit und Werkstattzeit: Die Lernzeit umfasst die Kernfächer Deutsch, Mathematik und Englisch. In der Projektzeit sind mehrere Fächer aus den Bereichen Naturwissenschaft, Gesellschaftslehre, Religion / Praktische Philosophie und Arbeitslehre zusammengefasst. Die Themen basieren auf den Kernlehrplänen der beteiligten Fächer. Sie orientieren sich an den 17 Global Goals der Agenda 2030 der Vereinten Nationen wie Gesunde Ernährung, Forschen im Veedel, nachhaltige Mobilität, Klima und Wetter. Die Schüler der 5. und 6. Klasse wählen aus einem umfassenden Angebot 5 Werkstätten aus den Bereichen Musik, Sport und Kunst, Arbeitslehre sowie Theater, Entspannung, Foto und Film, Partizipation, Geschichte und Naturwissenschaften. Ab Stufe 7 kommt als sechste Werkstatt das vierte Hauptfach als erstes Wahlpflichtfach hinzu. Die Schülerinnen und Schüler wählen zwischen den Angeboten Arbeitslehre, Darstellen und Gestalten, Naturwissenschaften und Spanisch als 2. Fremdsprache.
Einige Werkstätten dürfen und werden von Schülerinnen und Schülern und Außenstehenden angeboten. Kooperationspartner sind:
- Bürgerzentrum Ehrenfeld e. V.
- Rheinische Musikschule Köln / Hochschule für Musik und Tanz Köln
- Kölner Künstler Theater
- COMEDIA Theater
- SPORTAG
- Schule mit Schwung – Pilotprojekt im Bereich Bewegung und Lernen
- TuWaS – Technik und Naturwissenschaften an Schulen
- Allerweltshaus Köln
- learning lab GmbH
- Lie Detectors
- Gartenwerkstatt Ehrenfeld e. V.
- UniReha

Die Schule hat zudem ein eigenes Orchester namens Heliosorchester.

### Digitales Lernen
Jede Schülerin und jeder Schüler verfügt über ein eigenes iPad mit einem individuellen, passwortgeschützten Zugang. Ein digitales Logbuch ist das zentrale Werkzeug für die Planung der Lernprozesse und für die Bereitstellung der Lernaufgaben, die eigenständig bearbeitet werden. Es wird von der Montag Stiftung Jugend und Gesellschaft und der Schule gemeinsam konzeptionell aufgebaut. Auch die Schülerinnen und Schüler waren in dessen Entwicklung eingebunden. Zu Beginn des Schuljahres 2020/2021 wurde es unter dem Namen Lernlog in allen drei Jahrgängen der Sekundarstufe eingeführt. Medienkompetenz ist ein zentrales Thema der Heliosschule: Von der Gründung an arbeiten und lernen die Schülerinnen und Schüler mit digitalen Medien.

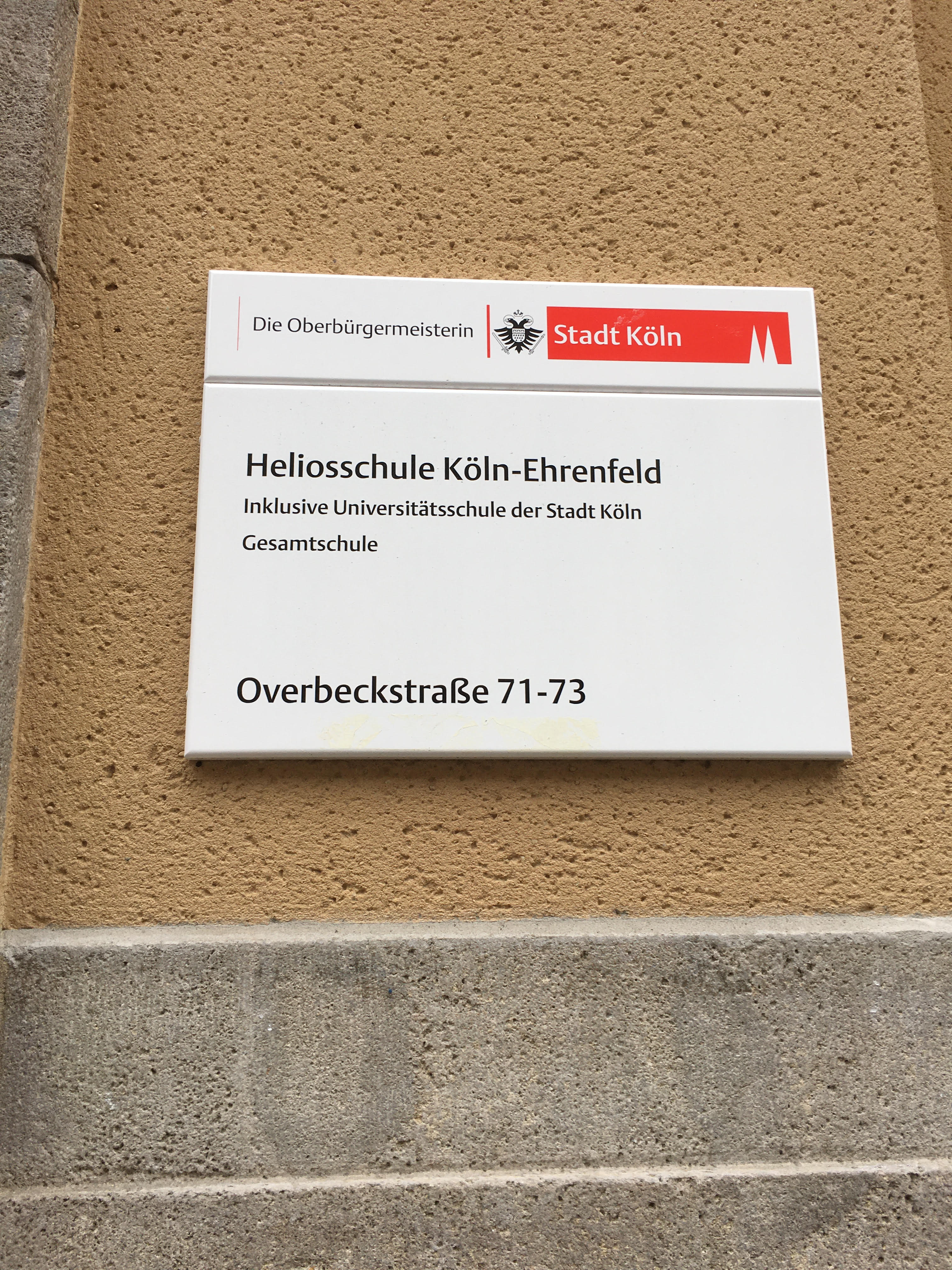
Interimsstandort der Schule in der Overbeckstraße in Köln-Ehrenfeld

## Architektur

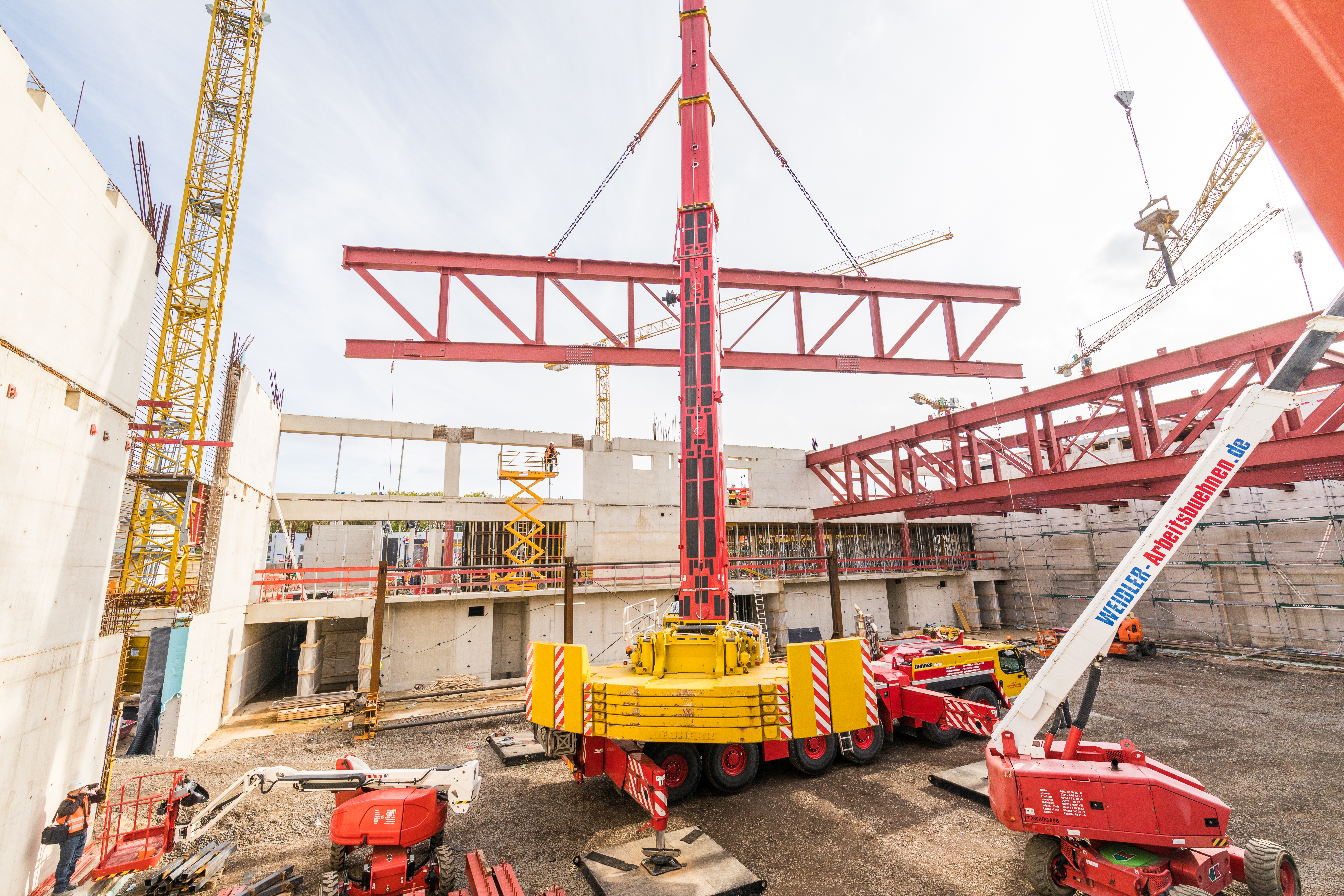
Oktober 2020: Errichtung der Dreifachturnhalle

2015 wurde in einem Architekturwettbewerb die Heliosschule ausgeschrieben. Der Bau soll 2024, so die Planung, fertiggestellt sein.

## Mitgliedschaft
- Mitglied in der Gemeinnützigen Gesellschaft Gesamtschule (GGG)